# 达卡县
达卡（Dhaka District）为孟加拉国达卡专区辖县，地处孟加拉国中部；置县于1772年。县境位于恒河下游博多河（Padma）东岸，北与坦盖尔、加济布尔县接壤，东与纳拉扬甘杰县毗邻，南与蒙希甘杰、拉杰巴里县交界，西与马尼格甘杰县为邻。年平均降雨量1,931毫米，平均气温11.5°C（最低）至34.5°C（最高）。县域总面积1,463.6公里²，总人口8,575,533人（2001），92%人口信仰伊斯兰教。全县共分为5乡（Upazila）和22区（thana，与“乡”同一层次，多译作乡；作为大都市达卡市区划单位，此处亦即汉语市辖区之意，译作市辖区更好理解）；政府驻达卡市。